# Joe Allen
Joseph Michael Allen, detto Joe (Carmarthen, 14 marzo 1990) è un calciatore gallese, centrocampista dello Swansea City.

## Caratteristiche tecniche
Dotato di buona visione di gioco e buona tecnica individuale è abile nel calciare o verticalizzare con entrambi i piedi mettendo in difficoltà le linee difensive avversarie. Gioca prevalentemente come trequartista ma può agire anche come regista e da interno di centrocampo, oltre a essere bravo negli inserimenti senza palla.

## Carriera

### Club

#### Swansea City

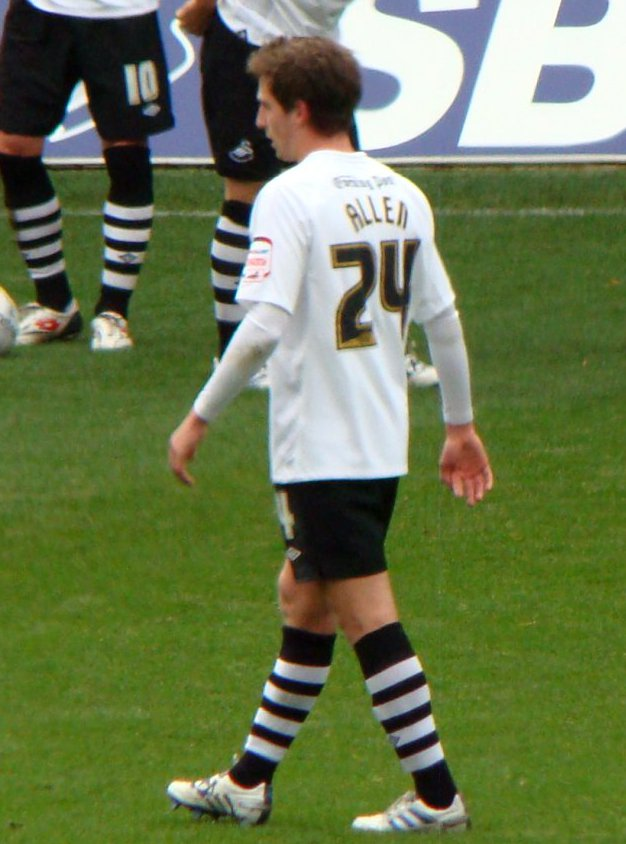
Allen con la maglia dello Swansea City nel 2010

ha iniziato la sua carriera calcistica a 10 anni, entrando a far parte nel settore giovanile dove passa poi in prima squadra, debuttando con i cigni il 14 agosto 2007 in una vittoria per 2-0 in casa contro Walsall nel primo turno di Coppa di Lega. Dopo aver militato per anni nelle serie minori inglesi, Il 30 maggio 2011 gioca da titolare nella finale dei playoff di Championship vincendo contro il Reading per 4-2 dove tuttavia la squadra gallese viene promossa in Premier League per la prima volta nella sua storia.
L'esordio ufficiale arriva il 15 agosto 2011, dove debutta in Premier League nella partita esterna persa 4-0 contro il Manchester City entrando al 65º di gioco al posto di Leon Britton, Con lo Swansea gioca cinque stagioni e complessivamente in tutte le competizioni disputa 150 partite segnando 7 reti.

#### Liverpool
Il 10 agosto 2012 passa per la cifra di 19 milioni al Liverpool dove firma un contratto di lunga durata, con i Reds ritrovando così il suo allenatore ai tempi dello Swansea City Brendan Rodgers. Nella prima stagione segna la sua prima rete in maglia Reds il 27 gennaio 2013 nella sfida di FA Cup contro l'Oldham Athletic. Tuttavia poche settimane si ripete segnando una rete nel 3-1 interno dei sedicesimi di finale validi per il ritorno di Europa League 2012 2013 contro lo Zenit San Pietroburgo.
La stagione successiva il 5 maggio 2014 segna verso fine stagione la sua prima rete in campionato nella partita esterna finita per 3-3 giocata contro il Crystal Palace. La stagione successiva perde con i Reds sia la finale di Coppa di Lega contro il Manchester City che la finale di Europa League contro il Siviglia. Chiude la sua avventura giocando in quattro stagioni, complessivamente tra tutte le competizioni 132 partite segnando 7 reti.

#### Stoke City
Il 25 luglio 2016 passa per 13 milioni ai Potters, con i quali firma un contratto quinquennale.
Il 24 giugno 2022 viene annunciata la fine del suo rapporto con il club.

#### Ritorno allo Swansea City
L'8 luglio 2022 fa ritorno allo Swansea City dopo 10 anni.

### Nazionale

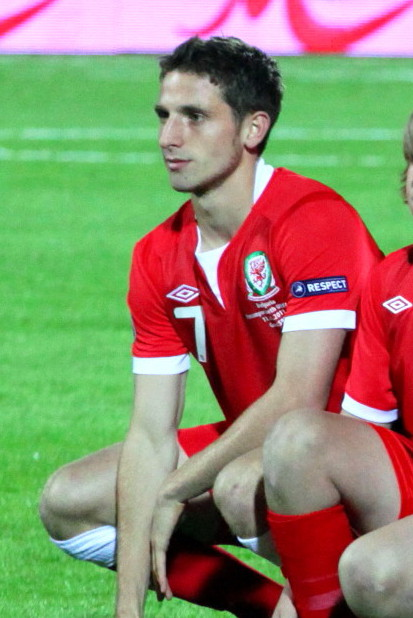
Allen con la maglia del Galles nel 2011

Ha giocato nelle rappresentative giovanili del Galles: giocando nell'Under-17 e Under-19 sino all'Galles under 21. Il 29 maggio 2009 ha fatto il suo debutto in nazionale maggiore entrando al 80º al posto di Jack Collison nel corso di una amichevole disputata contro l'Estonia.
Il 4 giugno 2014 indossa per la prima volta la fascia di capitano dei dragoni nell'amichevole giocata ad Amsterdam persa 2-0 contro l'Paesi Bassi.
Viene convocato per gli Europei 2016 in Francia. In tale competizione è insieme a Gareth Bale e Aaron Ramsey uno dei giocatori più talentuosi ed attesi della sua nazionale e in cui si rende protagonista di un ottimo europeo con la propria nazionale che viene eliminata in semifinale dal Portogallo futuro campione d'Europa. Al termine della manifestazione viene inserito nella top 11 del torneo.
Il 5 settembre seguente realizza la sua prima rete in nazionale nella vittoria gallese 4-0 contro la Moldavia in una partita valida per le qualificazioni mondiali.
Nel 2021 viene convocato per gli europei, in cui i gallesi vengono eliminati agli ottavi dalla Danimarca.
Il 9 novembre 2022 viene inserito nella lista dei convocati per i Mondiali in Qatar. Nel corso del torneo scende in campo in due delle tre sfide disputate dai gallesi che sono stati eliminati al primo turno.
Il 7 febbraio 2023, dopo avere racimolato 74 presenze e 2 gol, annuncia il proprio ritiro dalla nazionale.
Il 2 ottobre 2024, a seguito di colloqui col CT Craig Bellamy, torna sui propri passi accettando la convocazione in nazionale in vista degli impegni in UEFA Nations League contro Islanda e Montenegro; dopo essere rimasto in panchina contro gli islandesi (2-2) è sceso in campo nella sfida vinta contro i montenegrini (1-0).

## Statistiche

### Presenze e reti nei club
Statistiche aggiornate al 4 gennaio 2025.
| Stagione            | Squadra             | Campionato          | Campionato | Campionato | Coppe nazionali | Coppe nazionali | Coppe nazionali | Coppe continentali | Coppe continentali | Coppe continentali | Altre coppe | Altre coppe | Altre coppe | Totale | Totale |
| Stagione            | Squadra             | Comp                | Pres       | Reti       | Comp            | Pres            | Reti            | Comp               | Pres               | Reti               | Comp        | Pres        | Reti        | Pres   | Reti   |
| ------------------- | ------------------- | ------------------- | ---------- | ---------- | --------------- | --------------- | --------------- | ------------------ | ------------------ | ------------------ | ----------- | ----------- | ----------- | ------ | ------ |
| 2006-2007           | Swansea City        | FL1                 | 1          | 0          | FACup+CdL       | 0+0             | 0               | -                  | -                  | -                  | FLT         | 0           | 0           | 1      | 0      |
| 2007-2008           | Swansea City        | FL1                 | 6          | 0          | FACup+CdL       | 3+2             | 0               | -                  | -                  | -                  | FLT         | 3           | 0           | 14     | 0      |
| ott.-nov. 2008      | Wrexham             | FC                  | 2          | 1          | FACup           | 0               | 0               | -                  | -                  | -                  | FLT         | 0           | 0           | 2      | 1      |
| dic. 2008-2009      | Swansea City        | FLC                 | 23         | 1          | FACup+CdL       | 2+1             | 0               | -                  | -                  | -                  | -           | -           | -           | 26     | 1      |
| 2009-2010           | Swansea City        | FLC                 | 21         | 0          | FACup+CdL       | 1+0             | 0               | -                  | -                  | -                  | -           | -           | -           | 22     | 0      |
| 2010-2011           | Swansea City        | FLC                 | 40+3       | 2          | FACup+CdL       | 2+3             | 0               | -                  | -                  | -                  | -           | -           | -           | 48     | 2      |
| 2011-2012           | Swansea City        | PL                  | 36         | 4          | FACup+CdL       | 2+1             | 0               | -                  | -                  | -                  | -           | -           | -           | 39     | 4      |
| 2012-2013           | Liverpool           | PL                  | 27         | 0          | FACup+CdL       | 2+1             | 1+0             | UEL                | 7                  | 1                  | -           | -           | -           | 37     | 2      |
| 2013-2014           | Liverpool           | PL                  | 24         | 1          | FACup+CdL       | 1+1             | 0               | -                  | -                  | -                  | -           | -           | -           | 26     | 1      |
| 2014-2015           | Liverpool           | PL                  | 21         | 1          | FACup+CdL       | 5+0             | 0               | UCL+UEL            | 4+2                | 0                  | -           | -           | -           | 32     | 1      |
| 2015-2016           | Liverpool           | PL                  | 19         | 2          | FACup+CdL       | 2+5             | 1+0             | UEL                | 11                 | 0                  | -           | -           | -           | 37     | 3      |
| Totale Liverpool    | Totale Liverpool    | Totale Liverpool    | 91         | 4          |                 | 17              | 2               |                    | 24                 | 1                  |             | -           | -           | 132    | 7      |
| 2016-2017           | Stoke City          | PL                  | 36         | 6          | FACup+CdL       | 1+2             | 0               | -                  | -                  | -                  | -           | -           | -           | 39     | 6      |
| 2017-2018           | Stoke City          | PL                  | 36         | 2          | FACup+CdL       | 1+1             | 0+2             | -                  | -                  | -                  | -           | -           | -           | 38     | 4      |
| 2018-2019           | Stoke City          | FLC                 | 46         | 6          | FACup+CdL       | 0+0             | 0+0             | -                  | -                  | -                  | -           | -           | -           | 46     | 6      |
| 2019-2020           | Stoke City          | FLC                 | 35         | 4          | FACup+CdL       | 0+0             | 0+0             | -                  | -                  | -                  | -           | -           | -           | 35     | 4      |
| 2020-2021           | Stoke City          | FLC                 | 18         | 0          | FACup+CdL       | 1+0             | 0+0             | -                  | -                  | -                  | -           | -           | -           | 19     | 0      |
| 2021-2022           | Stoke City          | FLC                 | 41         | 0          | FACup+CdL       | 3+0             | 0+0             | -                  | -                  | -                  | -           | -           | -           | 44     | 0      |
| Totale Stoke City   | Totale Stoke City   | Totale Stoke City   | 212        | 18         |                 | 9               | 2               |                    | -                  | -                  |             | -           | -           | 221    | 20     |
| 2022-2023           | Swansea City        | FLC                 | 25         | 1          | FACup+CdL       | 2+1             | 0+0             | -                  | -                  | -                  | -           | -           | -           | 28     | 1      |
| 2023-2024           | Swansea City        | FLC                 | 19         | 2          | FACup+CdL       | 2+2             | 0+0             | -                  | -                  | -                  | -           | -           | -           | 23     | 2      |
| 2024-2025           | Swansea City        | FLC                 | 15         | 1          | FACup+CdL       | 0+1             | 0+0             | -                  | -                  | -                  | -           | -           | -           | 16     | 1      |
| Totale Swansea City | Totale Swansea City | Totale Swansea City | 186+3      | 11         |                 | 25              | 0               |                    | -                  | -                  |             | 3           | 0           | 222    | 11     |
| Totale carriera     | Totale carriera     | Totale carriera     | 494        | 34         |                 | 51              | 4               |                    | 24                 | 1                  |             | 3           | 0           | 577    | 39     |

### Cronologia presenze e reti in nazionale

#### Nazionale maggiore
| Cronologia completa delle presenze e delle reti in nazionale ― Galles | Cronologia completa delle presenze e delle reti in nazionale ― Galles | Cronologia completa delle presenze e delle reti in nazionale ― Galles | Cronologia completa delle presenze e delle reti in nazionale ― Galles | Cronologia completa delle presenze e delle reti in nazionale ― Galles | Cronologia completa delle presenze e delle reti in nazionale ― Galles | Cronologia completa delle presenze e delle reti in nazionale ― Galles | Cronologia completa delle presenze e delle reti in nazionale ― Galles |
| Data                                                                  | Città                                                                 | In casa                                                               | Risultato                                                             | Ospiti                                                                | Competizione                                                          | Reti                                                                  | Note                                                                  |
| --------------------------------------------------------------------- | --------------------------------------------------------------------- | --------------------------------------------------------------------- | --------------------------------------------------------------------- | --------------------------------------------------------------------- | --------------------------------------------------------------------- | --------------------------------------------------------------------- | --------------------------------------------------------------------- |
| 29-5-2009                                                             | Llanelli                                                              | Galles                                                                | 1 – 0                                                                 | Estonia                                                               | Amichevole                                                            | -                                                                     | 80’                                                                   |
| 14-11-2009                                                            | Cardiff                                                               | Galles                                                                | 3 – 0                                                                 | Scozia                                                                | Amichevole                                                            | -                                                                     | 56’                                                                   |
| 10-8-2011                                                             | Cardiff                                                               | Galles                                                                | 1 – 2                                                                 | Australia                                                             | Amichevole                                                            | -                                                                     | 71’                                                                   |
| 7-10-2011                                                             | Swansea                                                               | Galles                                                                | 2 – 0                                                                 | Svizzera                                                              | Qual. Euro 2012                                                       | -                                                                     |                                                                       |
| 11-10-2011                                                            | Sofia                                                                 | Bulgaria                                                              | 0 – 1                                                                 | Galles                                                                | Qual. Euro 2012                                                       | -                                                                     | 57’                                                                   |
| 12-11-2011                                                            | Cardiff                                                               | Galles                                                                | 4 – 1                                                                 | Norvegia                                                              | Amichevole                                                            | -                                                                     | 76’                                                                   |
| 29-2-2012                                                             | Cardiff                                                               | Galles                                                                | 0 – 1                                                                 | Costa Rica                                                            | Amichevole                                                            | -                                                                     | 62’                                                                   |
| 27-5-2012                                                             | New Jersey                                                            | Messico                                                               | 2 – 0                                                                 | Galles                                                                | Amichevole                                                            | -                                                                     |                                                                       |
| 15-8-2012                                                             | Llanelli                                                              | Galles                                                                | 0 – 2                                                                 | Bosnia ed Erzegovina                                                  | Amichevole                                                            | -                                                                     |                                                                       |
| 11-9-2012                                                             | Belgrado                                                              | Serbia                                                                | 6 – 1                                                                 | Galles                                                                | Qual. Mondiali 2014                                                   | -                                                                     | 71’                                                                   |
| 12-10-2012                                                            | Cardiff                                                               | Galles                                                                | 2 – 1                                                                 | Scozia                                                                | Qual. Mondiali 2014                                                   | -                                                                     | 72’                                                                   |
| 16-10-2012                                                            | Osijek                                                                | Croazia                                                               | 2 – 0                                                                 | Galles                                                                | Qual. Mondiali 2014                                                   | -                                                                     |                                                                       |
| 6-2-2013                                                              | Swansea                                                               | Galles                                                                | 2 – 1                                                                 | Austria                                                               | Amichevole                                                            | -                                                                     | 60’                                                                   |
| 14-8-2013                                                             | Cardiff                                                               | Galles                                                                | 0 – 0                                                                 | Irlanda                                                               | Amichevole                                                            | -                                                                     | 86’                                                                   |
| 16-11-2013                                                            | Cardiff                                                               | Galles                                                                | 1 – 1                                                                 | Finlandia                                                             | Amichevole                                                            | -                                                                     |                                                                       |
| 5-3-2014                                                              | Cardiff                                                               | Galles                                                                | 3 – 1                                                                 | Islanda                                                               | Amichevole                                                            | -                                                                     |                                                                       |
| 4-6-2014                                                              | Amsterdam                                                             | Paesi Bassi                                                           | 2 – 0                                                                 | Galles                                                                | Amichevole                                                            | -                                                                     | Cap.                                                                  |
| 9-9-2014                                                              | Andorra la Vella                                                      | Andorra                                                               | 1 – 2                                                                 | Galles                                                                | Qual. Euro 2016                                                       | -                                                                     | 45’                                                                   |
| 16-11-2014                                                            | Bruxelles                                                             | Belgio                                                                | 0 – 0                                                                 | Galles                                                                | Qual. Euro 2016                                                       | -                                                                     | 73’                                                                   |
| 28-3-2015                                                             | Haifa                                                                 | Israele                                                               | 0 – 3                                                                 | Galles                                                                | Qual. Euro 2016                                                       | -                                                                     |                                                                       |
| 12-6-2015                                                             | Cardiff                                                               | Galles                                                                | 1 – 0                                                                 | Belgio                                                                | Qual. Euro 2016                                                       | -                                                                     | 28’                                                                   |
| 10-10-2015                                                            | Zenica                                                                | Bosnia ed Erzegovina                                                  | 2 – 0                                                                 | Galles                                                                | Qual. Euro 2016                                                       | -                                                                     | 85’                                                                   |
| 13-11-2015                                                            | Cardiff                                                               | Galles                                                                | 2 – 3                                                                 | Paesi Bassi                                                           | Amichevole                                                            | -                                                                     |                                                                       |
| 24-3-2016                                                             | Cardiff                                                               | Galles                                                                | 1 – 1                                                                 | Irlanda del Nord                                                      | Amichevole                                                            | -                                                                     | 71’                                                                   |
| 28-3-2016                                                             | Kiev                                                                  | Ucraina                                                               | 1 – 0                                                                 | Galles                                                                | Amichevole                                                            | -                                                                     |                                                                       |
| 11-6-2016                                                             | Bordeaux                                                              | Galles                                                                | 2 – 1                                                                 | Slovacchia                                                            | Euro 2016 - 1º turno                                                  | -                                                                     |                                                                       |
| 16-6-2016                                                             | Lens                                                                  | Inghilterra                                                           | 2 – 1                                                                 | Galles                                                                | Euro 2016 - 1º turno                                                  | -                                                                     |                                                                       |
| 20-6-2016                                                             | Tolosa                                                                | Galles                                                                | 3 – 0                                                                 | Russia                                                                | Euro 2016 - 1º turno                                                  | -                                                                     | 83’                                                                   |
| 25-6-2016                                                             | Parigi                                                                | Galles                                                                | 1 – 0                                                                 | Irlanda del Nord                                                      | Euro 2016 - Ottavi di finale                                          | -                                                                     |                                                                       |
| 1-7-2016                                                              | Lilla                                                                 | Galles                                                                | 3 – 1                                                                 | Belgio                                                                | Euro 2016 - Quarti di finale                                          | -                                                                     |                                                                       |
| 6-7-2016                                                              | Lione                                                                 | Portogallo                                                            | 2 – 0                                                                 | Galles                                                                | Euro 2016 - Semifinale                                                | -                                                                     | 8’                                                                    |
| 5-9-2016                                                              | Cardiff                                                               | Galles                                                                | 4 – 0                                                                 | Moldavia                                                              | Qual. Mondiali 2018                                                   | 1                                                                     |                                                                       |
| 6-10-2016                                                             | Vienna                                                                | Austria                                                               | 2 – 2                                                                 | Galles                                                                | Qual. Mondiali 2018                                                   | 1                                                                     | 56’                                                                   |
| 12-11-2016                                                            | Cardiff                                                               | Galles                                                                | 1 – 1                                                                 | Serbia                                                                | Qual. Mondiali 2018                                                   | -                                                                     | 54’                                                                   |
| 24-3-2017                                                             | Dublino                                                               | Irlanda                                                               | 0 – 0                                                                 | Galles                                                                | Qual. Mondiali 2018                                                   | -                                                                     |                                                                       |
| 11-6-2017                                                             | Belgrado                                                              | Serbia                                                                | 1 – 1                                                                 | Galles                                                                | Qual. Mondiali 2018                                                   | -                                                                     | 56’                                                                   |
| 5-9-2017                                                              | Chișinău                                                              | Moldavia                                                              | 0 – 2                                                                 | Galles                                                                | Qual. Mondiali 2018                                                   | -                                                                     |                                                                       |
| 6-10-2017                                                             | Tbilisi                                                               | Georgia                                                               | 0 – 1                                                                 | Galles                                                                | Qual. Mondiali 2018                                                   | -                                                                     |                                                                       |
| 9-10-2017                                                             | Cardiff                                                               | Galles                                                                | 0 – 1                                                                 | Irlanda                                                               | Qual. Mondiali 2018                                                   | -                                                                     | 16’ 37’                                                               |
| 10-11-2017                                                            | Saint-Denis                                                           | Francia                                                               | 2 – 0                                                                 | Galles                                                                | Amichevole                                                            | -                                                                     | 53’                                                                   |
| 22-3-2018                                                             | Nanning                                                               | Cina                                                                  | 0 – 6                                                                 | Galles                                                                | Amichevole                                                            | -                                                                     | 62’                                                                   |
| 26-3-2018                                                             | Nanning                                                               | Uruguay                                                               | 1 – 0                                                                 | Galles                                                                | Amichevole                                                            | -                                                                     |                                                                       |
| 6-9-2018                                                              | Cardiff                                                               | Galles                                                                | 4 – 1                                                                 | Irlanda                                                               | UEFA Nations League 2018-2019 - 1º turno                              | -                                                                     | 28’                                                                   |
| 9-9-2018                                                              | Aarhus                                                                | Danimarca                                                             | 2 – 0                                                                 | Galles                                                                | UEFA Nations League 2018-2019 - 1º turno                              | -                                                                     | 90+1’                                                                 |
| 11-10-2018                                                            | Cardiff                                                               | Galles                                                                | 1 – 4                                                                 | Spagna                                                                | Amichevole                                                            | -                                                                     | 62’                                                                   |
| 16-10-2018                                                            | Dublino                                                               | Irlanda                                                               | 0 – 1                                                                 | Galles                                                                | UEFA Nations League 2018-2019 - 1º turno                              | -                                                                     |                                                                       |
| 16-11-2018                                                            | Cardiff                                                               | Galles                                                                | 1 – 2                                                                 | Danimarca                                                             | UEFA Nations League 2018-2019 - 1º turno                              | -                                                                     |                                                                       |
| 20-11-2018                                                            | Elbasan                                                               | Albania                                                               | 1 – 0                                                                 | Galles                                                                | Amichevole                                                            | -                                                                     | 56’                                                                   |
| 24-3-2019                                                             | Cardiff                                                               | Galles                                                                | 1 – 0                                                                 | Slovacchia                                                            | Qual. Euro 2020                                                       | -                                                                     | 53’                                                                   |
| 8-6-2019                                                              | Osijek                                                                | Croazia                                                               | 2 – 1                                                                 | Galles                                                                | Qual. Euro 2020                                                       | -                                                                     |                                                                       |
| 11-6-2019                                                             | Budapest                                                              | Ungheria                                                              | 1 – 0                                                                 | Galles                                                                | Qual. Euro 2020                                                       | -                                                                     |                                                                       |
| 6-9-2019                                                              | Cardiff                                                               | Galles                                                                | 2 – 1                                                                 | Azerbaigian                                                           | Qual. Euro 2020                                                       | -                                                                     | 90+1’                                                                 |
| 9-9-2019                                                              | Cardiff                                                               | Galles                                                                | 1 – 0                                                                 | Bielorussia                                                           | Amichevole                                                            | -                                                                     | cap.                                                                  |
| 10-10-2019                                                            | Trnava                                                                | Slovacchia                                                            | 1 – 1                                                                 | Galles                                                                | Qual. Euro 2020                                                       | -                                                                     |                                                                       |
| 13-10-2019                                                            | Cardiff                                                               | Galles                                                                | 1 – 1                                                                 | Croazia                                                               | Qual. Euro 2020                                                       | -                                                                     | 86’                                                                   |
| 19-11-2019                                                            | Cardiff                                                               | Galles                                                                | 2 – 0                                                                 | Ungheria                                                              | Qual. Euro 2020                                                       | -                                                                     |                                                                       |
| 24-3-2021                                                             | Lovanio                                                               | Belgio                                                                | 3 – 1                                                                 | Galles                                                                | Qual. Mondiali 2022                                                   | -                                                                     | 8’                                                                    |
| 2-6-2021                                                              | Nizza                                                                 | Francia                                                               | 3 – 0                                                                 | Galles                                                                | Amichevole                                                            | -                                                                     | 59’                                                                   |
| 5-6-2021                                                              | Cardiff                                                               | Galles                                                                | 0 – 0                                                                 | Albania                                                               | Amichevole                                                            | -                                                                     | 61’                                                                   |
| 12-6-2021                                                             | Baku                                                                  | Galles                                                                | 1 – 1                                                                 | Svizzera                                                              | Euro 2020 - 1º turno                                                  | -                                                                     |                                                                       |
| 16-6-2021                                                             | Baku                                                                  | Turchia                                                               | 0 – 2                                                                 | Galles                                                                | Euro 2020 - 1º turno                                                  | -                                                                     | 73’                                                                   |
| 20-6-2021                                                             | Roma                                                                  | Italia                                                                | 1 – 0                                                                 | Galles                                                                | Euro 2020 - 1º turno                                                  | -                                                                     | 51’ 87’                                                               |
| 26-6-2021                                                             | Amsterdam                                                             | Galles                                                                | 0 – 4                                                                 | Danimarca                                                             | Euro 2020 - Ottavi di finale                                          | -                                                                     |                                                                       |
| 5-9-2021                                                              | Kazan'                                                                | Bielorussia                                                           | 2 – 3                                                                 | Galles                                                                | Qual. Mondiali 2022                                                   | -                                                                     |                                                                       |
| 8-9-2021                                                              | Cardiff                                                               | Galles                                                                | 0 – 0                                                                 | Estonia                                                               | Qual. Mondiali 2022                                                   | -                                                                     |                                                                       |
| 8-10-2021                                                             | Praga                                                                 | Rep. Ceca                                                             | 2 – 2                                                                 | Galles                                                                | Qual. Mondiali 2022                                                   | -                                                                     |                                                                       |
| 11-10-2021                                                            | Tallinn                                                               | Estonia                                                               | 0 – 1                                                                 | Galles                                                                | Qual. Mondiali 2022                                                   | -                                                                     | 73’                                                                   |
| 13-11-2021                                                            | Cardiff                                                               | Galles                                                                | 5 – 1                                                                 | Bielorussia                                                           | Qual. Mondiali 2022                                                   | -                                                                     |                                                                       |
| 16-11-2021                                                            | Cardiff                                                               | Galles                                                                | 1 – 1                                                                 | Belgio                                                                | Qual. Mondiali 2022                                                   | -                                                                     |                                                                       |
| 24-3-2022                                                             | Cardiff                                                               | Galles                                                                | 2 – 1                                                                 | Austria                                                               | Qual. Mondiali 2022                                                   | -                                                                     |                                                                       |
| 5-6-2022                                                              | Cardiff                                                               | Galles                                                                | 1 – 0                                                                 | Ucraina                                                               | Qual. Mondiali 2022                                                   | -                                                                     | 2’                                                                    |
| 11-6-2022                                                             | Cardiff                                                               | Galles                                                                | 1 – 1                                                                 | Belgio                                                                | UEFA Nations League 2022-2023 - 1º turno                              | -                                                                     | 38’                                                                   |
| 25-11-2022                                                            | Al Rayyan                                                             | Galles                                                                | 0 – 2                                                                 | Iran                                                                  | Mondiali 2022 - 1º turno                                              | -                                                                     | 77’                                                                   |
| 29-11-2022                                                            | Al Rayyan                                                             | Galles                                                                | 0 – 3                                                                 | Inghilterra                                                           | Mondiali 2022 - 1º turno                                              | -                                                                     | 81’                                                                   |
| 14-10-2024                                                            | Cardiff                                                               | Galles                                                                | 1 – 0                                                                 | Montenegro                                                            | UEFA Nations League 2024-2025 - 1º turno                              | -                                                                     | 59’                                                                   |
| 19-11-2024                                                            | Cardiff                                                               | Galles                                                                | 4 – 1                                                                 | Islanda                                                               | UEFA Nations League 2024-2025 - 1º turno                              | -                                                                     | 65’                                                                   |
| 25-3-2025                                                             | Skopje                                                                | Macedonia del Nord                                                    | 1 – 1                                                                 | Galles                                                                | Qual. Mondiali 2026                                                   | -                                                                     | 84’                                                                   |
| Totale                                                                |                                                                       | Presenze (10º posto)                                                  | 77                                                                    |                                                                       | Reti                                                                  | 2                                                                     |                                                                       |

#### Nazionale olimpica
| Cronologia completa delle presenze e delle reti in nazionale ― Regno Unito olimpica | Cronologia completa delle presenze e delle reti in nazionale ― Regno Unito olimpica | Cronologia completa delle presenze e delle reti in nazionale ― Regno Unito olimpica | Cronologia completa delle presenze e delle reti in nazionale ― Regno Unito olimpica | Cronologia completa delle presenze e delle reti in nazionale ― Regno Unito olimpica | Cronologia completa delle presenze e delle reti in nazionale ― Regno Unito olimpica | Cronologia completa delle presenze e delle reti in nazionale ― Regno Unito olimpica | Cronologia completa delle presenze e delle reti in nazionale ― Regno Unito olimpica |
| Data                                                                                | Città                                                                               | In casa                                                                             | Risultato                                                                           | Ospiti                                                                              | Competizione                                                                        | Reti                                                                                | Note                                                                                |
| ----------------------------------------------------------------------------------- | ----------------------------------------------------------------------------------- | ----------------------------------------------------------------------------------- | ----------------------------------------------------------------------------------- | ----------------------------------------------------------------------------------- | ----------------------------------------------------------------------------------- | ----------------------------------------------------------------------------------- | ----------------------------------------------------------------------------------- |
| 20-7-2012                                                                           | Middlesbrough                                                                       | Regno Unito olimpica                                                                | 0 – 2                                                                               | Brasile olimpica                                                                    | Amichevole                                                                          | -                                                                                   |                                                                                     |
| 26-7-2012                                                                           | Manchester                                                                          | Senegal olimpica                                                                    | 1 – 1                                                                               | Regno Unito olimpica                                                                | Olimpiadi 2012 - 1º turno                                                           | -                                                                                   | 63’                                                                                 |
| 29-7-2012                                                                           | Londra                                                                              | Regno Unito olimpica                                                                | 3 – 1                                                                               | Emirati Arabi Uniti olimpica                                                        | Olimpiadi 2012 - 1º turno                                                           | -                                                                                   |                                                                                     |
| 1-8-2012                                                                            | Cardiff                                                                             | Regno Unito olimpica                                                                | 1 – 0                                                                               | Uruguay olimpica                                                                    | Olimpiadi 2012 - 1º turno                                                           | -                                                                                   |                                                                                     |
| 4-8-2012                                                                            | Cardiff                                                                             | Regno Unito olimpica                                                                | 1 – 1 dts (4 - 5 dcr)                                                               | Corea del Sud olimpica                                                              | Olimpiadi 2012 - Quarti di finale                                                   | -                                                                                   | 71’                                                                                 |
| Totale                                                                              |                                                                                     | Presenze                                                                            | 5                                                                                   |                                                                                     | Reti                                                                                | 0                                                                                   |                                                                                     |

## Palmarès

### Individuale
- Calciatore gallese dell'anno: 1

2012
- Europei Top 11: 1

Francia 2016